# Levofloxacin
Levofloxacin, được bán dưới tên thương mại Levaquin cùng với một số tên khác, là một loại kháng sinh. Thuốc này được sử dụng để điều trị một số bệnh nhiễm khuẩn như viêm xoang cấp tính do vi khuẩn, viêm phổi, nhiễm trùng đường tiết niệu, viêm tuyến tiền liệt mãn tính và một số loại viêm đường tiêu hóa. Khi kết hợp với các thuốc kháng sinh khác, chúng cũng có thể được sử dụng để điều trị bệnh lao, viêm màng não, hoặc bệnh viêm vùng chậu. Chúng có ở các dạng uống, dạng tiêm tĩnh mạch, và ở dạng thuốc nhỏ mắt.
Các tác dụng phụ thường gặp có thể kể đến như buồn nôn, tiêu chảy và khó ngủ. Tác dụng phụ nghiêm trọng có thể bao gồm vỡ gân, viêm gân, co giật, rối loạn tâm thần và tổn thương dây thần kinh ngoại biên vĩnh viễn. Gây tổn thương gân có thể xuất hiện vài tháng sau khi việc hoàn tất điều trị. Mọi người cũng có thể nhạy cảm hơn với nắng. Ở những người mắc bệnh nhược cơ, yếu cơ và các vấn đề về hô hấp thì có thể chuyển biến xấu nếu dùng thuốc. Sử dụng trong khi mang thai không được khuyến cáo mặc dù rủi ro có vẻ thấp. Sử dụng các loại kháng sinh khác trong lớp này có vẻ không ảnh hưởng nhiều trong giai đoạn cho con bú; tuy nhiên, mức độ an toàn của levofloxacin vẫn chưa rõ ràng. Levofloxacin là một kháng sinh phổ rộng của lớp thuốc fluoroquinolone. Kháng sinh này thường giết chết vi khuẩn. Levofloxacin là đồng phân L trong đồng phân quang học của thuốc ofloxacin.
Levofloxacin đã được chấp thuận cho sử dụng y tế tại Hoa Kỳ vào năm 1996. Nó nằm trong danh sách các thuốc thiết yếu của Tổ chức Y tế Thế giới, tức là nhóm các loại thuốc hiệu quả và an toàn nhất cần thiết trong một hệ thống y tế. Chúng có sẵn dưới dạng thuốc gốc. Chi phí bán buôn ở các nước đang phát triển là khoảng 0,44 đến 0,95 USD cho mỗi tuần điều trị. Tại Hoa Kỳ thời gian điều trị tương tự có giá từ 50 đến 100 USD.